# Free European Song Contest 2020

Repräsentierte Länder 2020

Der 1. Free European Song Contest fand am 16. Mai 2020 in Köln statt und wurde von Conchita Wurst und Steven Gätjen moderiert. Den Wettbewerb gewann mit 104 Punkten für Spanien Nico Santos mit dem von ihm selbst, Topic, Pascal Reinhardt und Joe Walter geschriebenen Popsong Like I Love You.
Er gilt als alternatives Programm zum Eurovision Song Contest 2020, da dieser aufgrund der COVID-19-Pandemie abgesagt wurde.

## Format

### Austragungsort und Moderation
Der Free European Song Contest 2020 fand in den Brainpool Studios in Köln, Deutschland statt. Sie wurde vom österreichischen Sänger und Sieger des Eurovision Song Contest 2014 Conchita Wurst sowie von dem deutsch-amerikanischen Fernsehmoderator Steven Gätjen moderiert.

### Eröffnungsact und Intervall-Acts
Conchita Wurst sang als Eröffnungsact ein Medley aus den Songs Waterloo, Satellite und Rise Like a Phoenix.
Als Intervall-Acts waren Wurst mit seinem Song Under The Gun und Teddy Teclebrhan mit seinem Song Deutschland isch stabil zu hören.

## Teilnehmer
15 Staaten bzw. Länder, die vollständig oder teilweise in Europa liegen oder die geschichtlich und kulturell eng mit Europa verbunden sind, nahmen an dem Wettbewerb teil. Sie wurden vor allem von prominenten deutschsprachigen Musikern repräsentiert.
Angesichts des Erfolgs und einhergehenden Beliebheitsgrad der Kunstfigur „Astronaut“ des Sängers Max Mutzke von der ersten Staffel der ProSieben-Musikshow The Masked Singer ab Sommer 2019 nahm dieser bei der ersten Austragung 2020 als Repräsentant des Erdmondes teil.

## Ergebnisliste
ProSieben gab die 15 repräsentierten Länder am 5. Mai 2020 bekannt. Der 16. Teilnehmer (Mond) wurde während der Show bekannt gegeben.
| Platz | Startnr. | Land                   | Interpret                | Lied Musik (M) und Text (T) | Sprache                        | Übersetzung (inoffiziell)          | Punkte | Bild                   |
| ----- | -------- | ---------------------- | ------------------------ | --- | ------------------------------ | ---------------------------------- | ------ | ---------------------- |
| 01.   | 11       | Spanien                | Nico Santos              | Like I Love You M/T: Nico Santos, Topic, Pascal Reinhardt, Joe Walter | Englisch, Spanisch             | So wie ich dich liebe              | 104    | Nico Santos            |
| 02.   | 01       | Niederlande            | Ilse DeLange             | Changes M/T: Ilse DeLange, Joe Walter, Pascal Reinhardt, Daniel Flamm | Englisch, Niederländisch       | Veränderungen                      | 088    | Ilse DeLange           |
| 03.   | 14       | Mond                   | Max Mutzke als Astronaut | [back to the moon] M/T: Max Mutzke, Justin Balk | Englisch                       | Zurück zum Mond                    | 085    | Max Mutzke             |
| 04.   | 16       | Deutschland            | Helge Schneider          | forever at home M/T: Helge Schneider | Deutsch, Englisch, Französisch | Für immer zu Hause                 | 076    | Helge Schneider        |
| 05.   | 15       | Israel                 | Gil Ofarim               | Alles auf Hoffnung M/T: Gil Ofarim, Nicholas Müller, Peter Jordan | Deutsch, Hebräisch             | –                                  | 075    | Gil Ofarim             |
| 06.   | 02       | Türkei                 | Eko Fresh und Umut Timur | GÜNAYDIN M/T: Eko Fresh, Umut Timur, Joost Jellema | Deutsch, Türkisch              | Guten Morgen                       | 071    | Eko Fresh · Umut Timur |
| 07.   | 13       | Schweiz                | Stefanie Heinzmann       | All We Need Is Love M/T: Stefanie Heinzmann, Patrick Fa, Jake Isaac, Phil Cook | Englisch, Walliserdeutsch      | Alles, was wir brauchen, ist Liebe | 066    | Stefanie Heinzmann     |
| 08.   | 05       | Bulgarien              | Oonagh                   | Du bist genug M/T: Senta-Sofia Delliponti, Robin Kallenberger | Bulgarisch, Deutsch            | –                                  | 062    | Oonagh                 |
| 09.   | 04       | Kroatien               | Vanessa Mai              | Highlight (Ti si moja snaga) M: Christoph Cronauer, Daniel Cronauer, Vanessa Mai, Nico Santos, Matthias Zürkler; T: Christoph Cronauer, Daniel Cronauer, Vanessa Mai, Fredi Malinowski, Nico Santos, Sera Finale, Matthias Zürkler | Deutsch, Kroatisch             | Highlight (Du bist meine Stärke)   | 055    | Vanessa Mai            |
| 10.   | 03       | Irland                 | Sion Hill                | Speak Up M/T: Marcus Brosch, Nate Johnson | Englisch                       | Sprich lauter                      | 053    | Sion Hill              |
| 11.   | 07       | Polen                  | Glasperlenspiel          | Immer da M/T: Daniel Grunenberg, Carolin Niemczyk, Charlotte Rezbach, Martin Fliegenschmidt, David Jürgens | Deutsch, Polnisch              | –                                  | 046    | Glasperlenspiel        |
| 12.   | 08       | Vereinigtes Königreich | Kelvin Jones             | Friends M/T: Alexander Tidebrink, Lucas Riemenschneider | Englisch                       | Freunde                            | 045    | Kelvin Jones           |
| 13.   | 12       | Italien                | Sarah Lombardi           | Te amo mi Amor M/T: Philippe Heithier | Deutsch, Italienisch, Spanisch | Ich liebe dich, meine Liebe        | 037    | Sarah Lombardi         |
| 14.   | 09       | Kasachstan             | Mike Singer              | Paranoid M: Philipp Bednorz; T: Philipp Bednorz, El B, Martin Fliegenschmidt | Deutsch, Russisch              | –                                  | 023    | Mike Singer            |
| 15.   | 06       | Österreich             | Josh.                    | Wo bist du M/T: Tamara Olorga, Ricardo Bettiol, Johannes Sumpich | Deutsch                        | –                                  | 022    | Josh.                  |
| 16.   | 10       | Dänemark               | Kate Hall                | Reset M/T: Kate Hall, Alexander Geringas, Charity Daw | Englisch, Dänisch              | Zurücksetzen                       | 020    | Kate Hall              |

## Punktetafel
Erster beim Voting
| Land                   | Punkte | Punkte | Punkte | Punkte | Punkte | Punkte | Punkte | Punkte | Punkte | Punkte | Punkte | Punkte | Punkte | Punkte | Punkte | Punkte | Punkte | Punkte  |
| Land                   | Gesamt | BG     | DK     | DE     | IE     | IL     | IT     | KZ     | HR     | MD     | NL     | AT     | PL     | ES     | CH     | TR     | UK     | Votings |
| ---------------------- | ------ | ------ | ------ | ------ | ------ | ------ | ------ | ------ | ------ | ------ | ------ | ------ | ------ | ------ | ------ | ------ | ------ | ------- |
| Bulgarien              | 062    |        | 8      | 3      | 8      | –      | 12     | 12     | –      | –      | 4      | 1      | –      | –      | –      | 10     | 4      | 09      |
| Dänemark               | 020    | 2      |        | –      | –      | 4      | –      | –      | –      | 1      | 2      | –      | –      | –      | 2      | 7      | 2      | 07      |
| Deutschland            | 076    | –      | 1      |        | 12     | –      | –      | 3      | 1      | 12     | 3      | 8      | 4      | 7      | 10     | 12     | 3      | 12      |
| Irland                 | 053    | 4      | –      | –      |        | 2      | 6      | 6      | 4      | 8      | 10     | –      | –      | 4      | 1      | 8      | –      | 10      |
| Israel                 | 075    | 7      | –      | 6      | 10     |        | 8      | 5      | –      | 5      | 6      | 3      | –      | 5      | 6      | –      | 7      | 11      |
| Italien                | 037    | 3      | 2      | 5      | 2      | –      |        | 1      | 7      | –      | –      | 4      | 8      | 3      | 4      | 4      | –      | 11      |
| Kasachstan             | 023    | –      | –      | 2      | 4      | –      | –      |        | –      | –      | 7      | 2      | 7      | 1      | –      | –      | –      | 06      |
| Kroatien               | 055    | 12     | –      | 4      | –      | –      | 2      | 8      |        | –      | 1      | 5      | 6      | 2      | 7      | 3      | 5      | 10      |
| Mond                   | 085    | –      | 7      | 12     | 5      | –      | 7      | –      | 12     |        | –      | 12     | 2      | 6      | 12     | –      | 10     | 10      |
| Niederlande            | 088    | 8      | 12     | –      | 6      | 12     | 3      | 10     | 10     | 3      |        | –      | –      | 12     | –      | 6      | 6      | 11      |
| Österreich             | 022    | 6      | –      | 1      | –      | 3      | –      | –      | 2      | –      | –      |        | 5      | –      | 3      | 2      | –      | 07      |
| Polen                  | 046    | 1      | 5      | –      | 1      | 6      | 10     | 2      | 6      | 2      | 8      | –      |        | –      | –      | 5      | –      | 10      |
| Spanien                | 104    | 10     | 3      | 8      | 7      | 7      | 5      | 4      | 5      | 7      | 12     | 6      | 10     |        | 8      | –      | 12     | 14      |
| Schweiz                | 066    | 5      | 6      | 7      | –      | 10     | 4      | –      | 8      | 4      | 5      | 7      | 1      | 8      |        | –      | 1      | 12      |
| Türkei                 | 071    | –      | 4      | 10     | –      | 5      | 1      | 7      | 3      | 6      | –      | 10     | 12     | –      | 5      |        | 8      | 11      |
| Vereinigtes Königreich | 045    | –      | 10     | –      | 3      | 8      | –      | –      | –      | 10     | –      | –      | 3      | 10     | –      | 1      |        | 07      |

### Statistik der Zwölf-Punkte-Vergabe
| Anzahl | Land        | erhalten von                               |
| ------ | ----------- | ------------------------------------------ |
| 4      | Mond        | Deutschland, Kroatien, Österreich, Schweiz |
| 3      | Deutschland | Irland, Mond, Türkei                       |
| 3      | Niederlande | Dänemark, Israel, Spanien                  |
| 2      | Bulgarien   | Italien, Kasachstan                        |
| 2      | Spanien     | Niederlande, Vereinigtes Königreich        |
| 1      | Kroatien    | Bulgarien                                  |
| 1      | Türkei      | Polen                                      |

## Punktesprecher
Außer in den Ländern Deutschland, Österreich und Schweiz waren die Punktesprecher ebenfalls die Punktevergeber des Landes gewesen.
| Nr. | Land                   | Punktesprecher               | Anmerkungen               |
| --- | ---------------------- | ---------------------------- | ------------------------- |
| 01  | Polen                  | Lukas Podolski               |                           |
| 02  | Niederlande            | Duncan Laurence              | ESC-Sieger 2019           |
| 03  | Kroatien               | Marino Mandekić              | Vater von Vanessa Mai     |
| 04  | Mond                   | Michael Herbig als Mr. Spuck |                           |
| 05  | Italien                | Michelle Hunziker            |                           |
| 06  | Irland                 | Angelo Kelly                 |                           |
| 07  | Vereinigtes Königreich | Melanie C                    |                           |
| 08  | Bulgarien              | Kristina und Todor           | Freunde von Oonagh        |
| 09  | Spanien                | Clarissa Wellenbrink         | Schwester von Nico Santos |
| 10  | Israel                 | Lion Rosenberg               | Keshet-Moderator          |
| 11  | Türkei                 | Hakan Çalhanoğlu             |                           |
| 12  | Kasachstan             | Paul                         | Vater von Mike Singer     |
| 13  | Dänemark               | Valeria                      | Mutter von Kate Hall      |
| 14  | Österreich             | Tamara Mascara               |                           |
| 15  | Schweiz                | Beatrice Egli                |                           |
| 16  | Deutschland            | Heidi Klum & Tom Kaulitz     |                           |

## Übertragung und Einschaltquoten
In Deutschland übertrug der Fernsehsender ProSieben die erste Ausgabe des Musikwettbewerbs. In Österreich und in der Schweiz (inklusive Liechtenstein) wurde sie über ProSieben Austria und ProSieben Schweiz ohne landesspezifischen Kommentatoren übertragen. Dabei wurde das Sendesignal von ProSieben aus Deutschland übernommen. In Österreich zeigte zusätzlich der Nachrichtensender Puls 24 den Wettbewerb. Dabei präsentierten und kommentierten Tamara Mascara, Dori Bauer und Patrick Fux die Übertragung.
| Datum        | Sender            | Zuschauer | Zuschauer       | Marktanteil | Marktanteil     |
| Datum        | Sender            | Gesamt    | 14 bis 49 Jahre | Gesamt      | 14 bis 49 Jahre |
| ------------ | ----------------- | --------- | --------------- | ----------- | --------------- |
| 16. Mai 2020 | ProSieben         | 2,57 Mio. | 1,54 Mio.       | 9,6 %       | 19,2 %          |
| 16. Mai 2020 | ProSieben Austria | 0,11 Mio. | 0,08 Mio.       | 0,7 %       | 9,1 %           |

## Trivia
- Folgende Mitwirkende beim Free European Song Contest 2020 waren ebenfalls beim Eurovision Song Contest oder Bundesvision Song Contest beteiligt:
  - Stefan Raab: u. a. deutscher Teilnehmer beim Eurovision Song Contest 2000 (für weitere Beteiligungen siehe Stefan Raab#Raab beim ESC) und Moderator BuViSoCo
  - Conchita Wurst: u. a. österreichische Teilnehmerin und Siegerin des Eurovision Song Contest 2014
  - Duncan Laurence: niederländischer Teilnehmer und Sieger des Eurovision Song Contest 2019
  - Ilse DeLange: u. a. niederländische Teilnehmerin beim Eurovision Song Contest 2014 als Mitglied von The Common Linnets
  - Max Mutzke: deutscher Teilnehmer des Eurovision Song Contest 2004 und baden-württembergischer Teilnehmer BuViSoCo 2014
  - Nico Santos: Teil der deutschen Jury des Eurovision Song Contest 2019
  - Glasperlenspiel: baden-württembergischer Teilnehmer BuViSoCo 2011 und 2015
  - Kate Hall: Teilnehmerin am dänischen Vorentscheid Dansk Melodi Grand Prix 2013 für den Eurovision Song Contest 2013
  - Steven Gätjen: deutscher Co-Kommentator Eurovision Song Contest 2011 im ersten Halbfinale und Moderator des deutschen Vorentscheides Unser Star für Baku für den Eurovision Song Contest 2012
  - Heavytones: Auftritt beim Eurovision Song Contest 2004 mit Max Mutzke, waren Teil der deutschen Vorentscheide SSDSGPS, Unser Star für Oslo, Unser Song für Deutschland, Unser Star für Baku, Teil des Eröffnungsactes beim Eurovision Song Contest 2011 und waren beteiligt am BuViSoCo 2014 und 2015
  - Herbert Jösch (Mitglied der Heavytones): trat mit Stefan Raab beim Eurovision Song Contest 2000 auf
  - Wolfgang Dalheimer (Mitglied der Heavytones): musikalischer Experte von Unser Song 2017 und musikalischer Leiter von Unser Lied für Lissabon sowie Unser Lied für Israel
- Der „Mond“ bekam von den Ländern, die per Zuschauervoting abgestimmt haben, jeweils die höchste Punktzahl.
- Polen, die Niederlande und das Vereinigte Königreich sind die einzigen Länder, die keine Punkte per Zuschauervoting erhalten haben.